# スチュアート・クレイグ
ノーマン・スチュアート・クレイグ（Norman Stuart Craig OBE, 1942年4月14日 - ）は、イギリスの美術監督である。
ステファニー・マクミランと共同で映画『ハリー・ポッター』シリーズの美術を手掛けていることで知られる。また、同シリーズの原作者のJ・K・ローリングのリクエストにより、ユニバーサル・クリエイティヴのチームと共同でアイランズ・オブ・アドベンチャーのウィーザーディング・ワールド・オブ・ハリー・ポッターを設計している。
アカデミー賞の美術賞には9度ノミネートされ、そのうち1982年の『ガンジー』、1988年の『危険な関係』、1996年の『イングリッシュ・ペイシェント』の計3回で受賞を果たした。また、英国アカデミー賞の美術賞では13回ノミネートされ、 1980年の『エレファント・マン』と2005年の『ハリー・ポッターと炎のゴブレット』で受賞を果たした。
『イングリッシュ・ペイシェント』、『ハリー・ポッターと賢者の石』、『ハリー・ポッターと不死鳥の騎士団』、『ハリー・ポッターと謎のプリンス』、『ハリー・ポッターと死の秘宝 PART1』では美術監督組合賞にノミネートされた。また同組合からは2008年2月16日に生涯功労賞が贈られている。